# Бану Бакр
Бану Бакр бин Ва'ил или Бану Бакр, син Ва'илја (арап. بنو بكر بن وائل‎‎ банū бакр бин вā'ил) били су арапско племе које припада великом Рабијином огранку племена Аднанита, међу којима су били Абдул Кајс, Аназа, Таглиб, Бану Шајбан и Бани Ханифа. Племе је познато је познато по томе што је учествовало у 40-годишњем рату у предисламском периоду са својим рођацима из племена Тахлиб-а, познатом као Рат Басоса. Предисламски песник Тарафа био је члан Бакра.
Првобитна земља Бакра била је у Наџду, у централној Арабији, али се већина племићких бедуина преселила на северно подручје непосредно пре појаве ислама и настанила се на подручју Ал-Џазира, на горњем Еуфрату. Регион Дијар Бакр, а касније и град Дијабакир у јужној Турској, носе своја имена из по овом племену.
Племе се разликује од племена Бани Бакр ибн Абд Маната, који је живео у Хиџазу и имало важне интеракције са Мухамедом.

## За време Мухамедовог периода
За време исламског пророка Мухамеда, племе Бану Бакр било је укључено у разне војне сукобе.

## Племенско стабло / класични односи
Следећи су неки од повезаних и под-племена Бакр ибн Ва'ил у предисламским и раним исламским добима:
- Аднанити, Кананити/ Хиџаз или "Сјеверозападна Арапска" (Северна Арапска обала Црвеног мора)
  - Раби`а (ربيعة), мигрирало северно и источно од Хиџаза, на пример Дијар Раби'а у Ал Џазири, Месопотамија
    - Бакр ибн Ва'ил, Наџд, делови бедуина мигрирали су пре ислама у Дијар Бакр у Ал Јазири.
      - Бану Ханифа - углавном седиште, било је главно племе Ел Јамаме (регион око данашњег Ријада).
      - Бану Шајбан - углавном номадски (бедуини), предводило је Битку за Ди Кара против сасанидских персијанаца у јужном Ираку пре појаве ислама. Правник Ахмад ибн Ханбал је изводио своје порекло из овог племена.
      - Бану Кајс ибн Тха'лабах - бедуини и седентари, били су становници града Манфухе (сада део Ријада). Међу члановима били су предисламски песници Ел-Аша и Тарафа.
      - Бану Јашкур - бедуини и седентари, становници Ел-Јамама. Ал-Харит ибн Хилиза, један од наводних аутора Седам обесих песама предисламске Арабије, био је члан Јашкура.
      - Бану 'Ијл - углавном бедуини, налазло се у Ел Јамама и јужним границама Месопотамије.

    - Абдул Кајс

у источном Наџду
- -     - Таглиб ибн Ва'ил, су се преселилоо на север до јазирашке равнице у северној Месопотамији у 6. веку.
    - Анз ибн Ва'ил
    - Ел-Намир ибн Касит